# Однопользовательская игра
Однопо́льзовательская игра́ или одино́чная игра́ (англ. single-player — «один игрок») — режим компьютерной игры, во время которого с ней через устройства ввода-вывода взаимодействует один человек.
Однопользовательская игра организована как интерактивный диалог пользователя (автора по сути) с игрой, в котором раскрывается содержание. В отличие от неё, многопользовательские игры обеспечивают объединение игроков в совместное сотворчество или соревнование.

## История
Первые компьютерные игры, такие как Tennis for Two (1958), Spacewar! (1962) и Pong (1972), представляли собой симметричные игры, рассчитанные на двух игроков. Популярность однопользовательских игр начала расти позже — одними из первых подобных проектов стали Speed Race (1974) и Space Invaders (1978).
По мнению разработчика игр Рафа Костера, этому способствовало сочетание нескольких факторов: развитие вычислительной техники и пользовательских интерфейсов, позволивших реализовывать асимметричный геймплей, элементы кооперативной игры и сюжетные компоненты в рамках игровой механики, а также тот факт, что, согласно типологии Майерс-Бриггс, большинство ранних игроков имели интровертированный тип личности.
Хотя в большинстве современных игр присутствует однопользовательский режим — в качестве основного или одного из нескольких, — в течение долгого времени индустрия компьютерных игр рассматривала такие проекты как второстепенные. В 2012 году вице-президент Electronic Arts Фрэнк Джибо заявил, что за всё время не одобрил ни одной игры, ориентированной исключительно на однопользовательский опыт.
Вопрос экономической целесообразности однопользовательских игр класса AAA стал особенно актуален после закрытия студии Visceral Games, принадлежавшей EA, в октябре 2017 года. Visceral была известна своим акцентом на сюжетные одиночные игры — в частности, Dead Space — и на момент закрытия разрабатывала линейную однопользовательскую игру по мотивам Звёздных Войн. EA после этого объявила, что сделает упор на «более широкое игровое переживание с разнообразием и возможностями выбора». Многие комментаторы сочли, что компания не верила в финансовую успешность крупнобюджетной однопользовательской игры даже на базе столь популярной франшизы, как Звёздные войны. Дополнительным фактором стали относительно низкие продажи некоторых одиночных AAA-игр за предыдущий год — Resident Evil 7, Prey, Dishonored 2 и Deus Ex: Mankind Divided — по сравнению с коммерческим успехом мультиплеерных игр, таких как Overwatch, Destiny 2 и Star Wars Battlefront 2. Манвир Хеир, ранее работавший в EA над Mass Effect: Andromeda, отмечал, что внутри компании преобладало негативное отношение к одиночным играм. После закрытия Visceral, по его словам, «линейная одиночная AAA-игра в EA на данный момент мертва». В ответ на это компания Bethesda 7 декабря 2017 года запустила социальную кампанию в поддержку однопользовательских игр.

## Элементы игрового процесса
Поскольку в однопользовательских играх развитие сюжета и конфликта обеспечивается компьютерной программой, а не человеком, такие игры способны предложить игровой опыт, который либо отсутствует, либо отходит на второй план в многопользовательских играх.

### Сюжет
Однопользовательские игры в большей степени полагаются на проработанный сюжет, который способствует эмоциональной вовлечённости игрока. В многопользовательских играх сюжет, как правило, играет второстепенную роль, поскольку действия живых игроков — как союзников, так и противников — непредсказуемы и не поддаются строгому сценарному контролю. В отличие от этого, многие одиночные игры строятся вокруг заранее заданного, структурированного повествования.

### Персонажи
В то время как многопользовательские игры базируются на взаимодействии между игроками, создавая конфликт и чувство товарищества через социальные механики, однопользовательские проекты вынуждены создавать эти элементы искусственно. Для этого необходимо более глубокое раскрытие персонажей, не управляемых игроком, чтобы вызвать у игрока сочувствие к союзникам и антипатию к антагонистам.

### Исключения
Эти особенности не являются жёсткими правилами. Так, однопользовательские головоломки, например Тетрис, или гоночные игры делают основной акцент исключительно на игровом процессе, практически не обращаясь к сюжету или проработанным персонажам.